# Apolonia Michalska
Apolonia Michalska, z domu Koziarska (ur. 2 listopada 1894 w Sierzchowach koło Rawy Mazowieckiej, zm. 27 lutego 1981 w Łodzi), zasłużona bibliotekarka polska, wieloletni pracownik bibliotek łódzkich.

## Życiorys
W 1914 ukończyła w Łodzi szkołę średnią (pensję Zofii Pętkowskiej), po czym uzupełniała wykształcenie na kursach handlowych J. Mantenbauma. 15 lipca 1916 podjęła pracę zawodową w wypożyczalni książek, działającej przy księgarni nakładowej pod firmą "Ludwik Fiszer"; księgarnię prowadziła w tym czasie wdowa po założyciela firmy Melania Fiszer, a od 1920 ich syn Kazimierz Fiszer. Już po pół roku pracy w 1917 Apolonia Koziarska została kierowniczką wypożyczalni i zarządzała księgozbiorem liczącym kilkadziesiąt tysięcy dzieł w kilku językach; w 1925 opracowała Katalog książek polskich wypożyczalni Ludwika Fiszera, stanowiący kontynuację analogicznych wydawnictw z lat wcześniejszych. Dobrze obeznana z literaturą współczesną, uczestniczyła w polityce wydawniczej firmy; darzący ją wielkim zaufaniem Kazimierz Fiszer konsultował z Koziarską (od 1923, po zawarciu małżeństwa – Michalską) przesyłane debiuty młodych pisarzy. Jedna z takich konsultacji, która okazała się zupełnie nietrafiona, przeszła do anegdoty: Michalska zdecydowanie skrytykowała zgłoszoną powieść, a odrzucona praca trafiła do innego wydawcy i niebawem stała się sukcesem wydawniczym; doczekała się nawet adaptacji filmowej. Była to Dzikuska Ireny Zarzyckiej.
Apolonia Michalska prowadziła wypożyczalnię przy księgarni Fiszera do 1932, kiedy wskutek kryzysu gospodarczego właściciel sprzedał przedsiębiorstwo i przeniósł się do Warszawy. Dotychczasowa kierowniczka wypożyczalni nie podjęła pracy u nowej właścicielki Szarlotty Seipelt; przeniosła się do znanej Łódzkiej Wypożyczalni Książek, prowadzonej przez siostry Felicję i Halinę Pieńkowskie. Kierowała tą wypożyczalnią, liczącą około 30 tysięcy tomów w pięciu językach i stanowiącą ważny element sieci bibliotek publicznych Łodzi, od 1 lutego 1932 do 1 października 1937.
Jesienią 1937 przeniosła się do Warszawy w celu ułatwienia nauki synowi i pasierbowi. Nabyła wypożyczalnię przy ulicy Marszałkowskiej 68, założoną i prowadzoną wcześniej przez Kaspra Wojnara, i prowadziła ją przez niemal siedem lat (do wybuchu powstania warszawskiego); większa część pracy Michalskiej w stolicy przypadła na lata okupacji niemieckiej, w czasie której bibliotekarka, poprzez dostarczanie zakazanych książek, brała udział w procesie tajnego nauczania (zarazem wypożyczalnię prowadziła jawnie, za zgodą władz okupacyjnych).
Zaraz po zakończeniu wojny na początku 1945 powróciła do Łodzi. Zatrudniona została (w charakterze młodszego asystenta, mimo braku studiów) w tworzonej Bibliotece Uniwersyteckiej w Łodzi, gdzie prowadziła początkowo kancelarię i administrację. Do jej zadań należały m.in. starania o materiały i sprzęt biblioteczny, ale także udział w gromadzeniu księgozbioru oraz katalogowaniu dubletów. W lutym 1952 przeszła oficjalnie do Oddziału Gromadzenia i Uzupełniania Zbiorów (na stanowisko konserwatora naukowo-technicznego), gdzie prowadziła referaty darów i dubletów; objęła ewidencją lub przygotowała do wymiany z innymi bibliotekami około 80 tysięcy wydawnictw. Była postrzegana jako "autentyczny strażnik coraz bogatszych i coraz liczniejszych zasobów rozwijającej się Biblioteki", jako "jedyna osoba spośród setek, które przewinęły się przez BUŁ, dla której nie istniało pojęcie zbędnej książki – makulatury" (Pani Apolonia, czyli całe życie...). W 1956 otrzymała stanowisko bibliotekarza, w 1963 – starszego bibliotekarza. Na emeryturę przeszła prawie dokładnie w pięćdziesięciolecie podjęcia pracy zawodowej, w lipcu 1966; niemal do końca życia kontynuowała jednak wcześniejsze zajęcia w Bibliotece Uniwersytetu, przez pewien czas jako tzw. prace zlecone, potem w charakterze wolontariuszki.
Dwukrotnie uczestniczyła w kursach dokształcających dla bibliotekarzy. U progu kariery zawodowej w 1919 była słuchaczką kursu zorganizowanego w Miejskiej Bibliotece Publicznej w Łodzi przez Jana Augustyniaka. W 1948 uczestniczyła w Kursie Bibliotekarstwa Naukowego, prowadzonym przez Państwowy Instytut Książki. Jako doświadczony praktyk była współautorką artykułu W sprawie reformy wydawnictw naukowych ("Przegląd Biblioteczny", 1947, zeszyt 1/2, z Anielą Szwejcerową). Z Anielą i Aleksandrem Szwejcerami brała udział w zbieraniu materiałów do Spisu zagranicznych bibliologicznych czasopism i wydawnictw ciągłych znajdujących się w bibliotekach polskich (1951). 
Apolonia Michalska znana była także z pasji społecznikowskiej. Należała do Związku Bibliotekarzy i Archiwistów Polskich (członek zarządu Oddziału Łódzkiego), następnie do Stowarzyszenia Bibliotekarzy Polskich (Okręg Łódź-Miasto, była skarbnikiem koła w Bibliotece Uniwersytetu). Kierowała składnicą druków bibliotecznych przy zarządzie okręgu, rozprowadzając je wśród bibliotek Łodzi. Działała także w Kole Emerytów Uniwersytetu Łódzkiego. Propagowała książkę wśród niewidomych, przez wiele lat (od 1945) służąc jako lektorka w siedzibie Związku Niewidomych w Łodzi, gdzie czytała słuchaczom dzieła z literatury klasycznej, książki historyczne i biograficzne. Odznaczona została m.in. Medalem 10-lecia Polski Ludowej (1955), Złotym Krzyżem Zasługi (1959), odznaką "Zasłużonego Działacza Kultury" (1966). W 1980 łódzcy bibliofile i bibliotekarze uhonorowali ją druczkiem bibliofilskim Pani Apolonia, czyli całe życie wśród książek.
Od 1923 była żoną Stanisława Edmunda Michalskiego (zm. 1934); z małżeństwa tego urodził się syn Antoni Leszek (1924-1944), Apolonia Michalska zajmowała się także wychowaniem pasierba Jerzego (ur. 1918). Syn Antoni poległ w powstaniu warszawskim.